# Fritz Bock
Fritz Bock (Wenen 26 februari 1911 - aldaar, 12 december 1993) was een Oostenrijks politicus (ÖVP). Hij was van 19 april 1966 tot 19 januari 1968 vicekanselier van Oostenrijk. Daarnaast was hij lange tijd bondsminister voor Handel (1956-1968).

## Biografie
Hij bezocht een gymnasium in Wenen en studeerde daarna (1930-1935) rechten aan de Universiteit van Wenen. Tijdens zijn schooljaren en studie aan de universiteit was hij lid van de katholieke scholieren en studentenvereniging. Na zijn promotie was hij werkzaam als accountant en belastingadviseur.
Tijdens de jaren van de klerikaal fascistische Standenstaat in de jaren dertig was hij als propagandaleider van het Vaterländische Front (VF) verantwoordelijk voor de anti-nazistische propaganda van het corporatieve regime. In maart 1938 was hij betrokken bij de organisatie die kiezers probeerde over te halen om tegen de Anschluss met Nazi-Duitsland te stemmen. Vanwege zijn antinazistische activiteiten kreeg hij na de Anschluss door de nazi's een beroepsverbod opgelegd en zat hij tot 1939 gevangen in het concentratiekamp Dachau gevangen.
Gedurende de Tweede Wereldoorlog was hij geen dienstplichtig militair. Hij werd voortdurend in de gaten gehouden door de Gestapo. Desondanks slaagde hij er in om contact te leggen met de verzetsbeweging O5. Kort voor het einde van de oorlog werd hij bijna gearresteerd, maar hij wist te onder te duiken.
Na de oorlog was hij een van de oprichters van de Österreichische Volkspartei (ÖVP) en de aan deze partij gelieerde vakbond Österreichischer Arbeitnehmerinnen- und Arbeitnehmerbund (ÖAAB). Bock was secretaris-generaal van de ÖAAB en lid van het presidium van de bondsorganisatie van verzetsstrijders en slachtoffers van het fascisme (1946-1948). Van 1948 tot 1953 was hij lid van de raad van bestuur van de Nationale Bank en bij de parlementsverkiezingen van 1949 werd hij in de Nationale Raad gekozen.
Bock was van 1952 tot 1955 staatssecretaris van Handel en Wederopbouw en van 1955 tot 1956 was hij staatssecretaris van Financiën. Van 29 juni 1956 tot 19 januari 1968 was hij bondsminister van Handel en Wederopbouw (sinds 1966 van Handel, Nijverheid en Industrie). In het kabinet-Klaus II was Bock van 19 april 1966 tot 19 januari 1968 vicekanselier van Oostenrijk. In 1968 trad hij vanwege meningsverschillen met bondskanselier Josef Klaus als vicekanselier en bondsminister af. Hierna trok hij zich uit de actieve politiek terug.
Fritz Bock overleed op 12 december 1993 in Wenen.

## Trivia
- Bock was lid van de Orde van het Heilig Graf en commandeur van de Commanderij Wenen, Neder-Oostenrijk en Burgenland